# 2019冠状病毒病疫情对新闻界的影响
2019冠状病毒病疫情严重影响了新闻行业以及记者的工作。广告收益大幅减少，许多地方报纸因此承受了严重的经济损失。记者失业、出版物遭受停刊，一些订阅制的新闻报刊也在疫情期间内减少了相关订阅费。
新闻工作者在疫情期间积极对相关误导信息进行辟谣，向大众提供了公共卫生方面的追踪报道，并提供了一些娱乐消遣，以帮助人们正確应对病毒带来的影响。疫情持續時間長可能導致 COVID-19 信息疲勞，這可能對記者構成挑戰。

## 审查制度
在一些国家，记者因报道2019冠状病毒病疫情而遭受威胁或逮捕，这些国家包括土耳其、埃及、印度、孟加拉国、伊拉克、伊朗、尼日利亚、埃塞俄比亚、肯尼亚、科特迪瓦、津巴布韦、委内瑞拉、白俄罗斯、黑山、科索沃、哈萨克斯坦、阿塞拜疆、马来西亚、新加坡、菲律宾和索马里。
Roya电视台的老板Fares Sayegh和新闻主任Mohamad al-Khalidi被约旦当局逮捕，因其在4月中旬报道了宵禁下的工人们失去工作，不能维持家庭开支的困境。
3月16日，罗马尼亚总统克劳斯·约翰尼斯签署了一项紧急法令，授权当局举报、删除、或关闭发表2019冠状病毒病疫情“假新闻”的网站，并且禁止一切申诉。
在缅甸，有221个新闻网站被封禁，其中包括几家当地主流媒体网站。
2020年5月5日，菲律宾国家电信委员会对菲律宾最大的媒体公司ABS-CBN发布了一条停播令，迫使其暂停所有实体广播频道的运营。有指控称下达停播的缘由，是因ABS-CBN电视网对总统罗德里戈·杜特尔特做出过批评性的报道。在停播令下达后，ABS-CBN媒体集团在一份声明中表示，“ABS-CBN被禁止在今晚电视台以及电台进行播出，数百万菲律宾群众将失去他们的信息和娱乐来源，” 并且称“在国家应对冠状病毒疫情的过程中，人们需要重要且及时的讯息。”

## 澳大利亚
美國網路新聞媒體公司BuzzFeed宣布终止在澳大利亚和英国的新闻业务，部分原因来自疫情导致的广告收益下滑，并将四名在澳大利亚的员工停职。

## 加拿大
在加拿大，因受疫情影响，许多新闻媒体公司面临裁员或者关闭的巨大挑战。
在大西洋省份，SaltWire Network宣布停产所有周刊三个月，只有它的四大日报——《纪事通讯》（The Chronicle Herald）、《布雷顿角邮报》（Cape Breton Post）、《卫报》（The Guardian）和《电报》（The Telegram）——仍在继续生产。此外，在新斯科舍省的省会哈利法克斯当地，《海岸》（The Coast）进行了大幅裁员。
Postmedia媒体网络公司在曼尼托巴省宣布停印《Altona Red River Valley Echo》、《Carman Valley Leader》、《Interlake Spectator, Morden Times, Selkirk Journal》、《Stonewall Argus & Teulon Times》、《Winkler Times》等报纸，在安大略省宣布停产《Kingsville Reporter》、《Windsor-Essex's Lakeshore News》、《LaSalle Post》、《Tecumseh Shoreline Week》、《Tilbury Times》等报纸。此外，Postmedia媒体网络公司的《纳帕内指南》（The Napanee Guide）和《巴黎之星》（Paris Star）则是停止了纸质印刷出版，而改为提供线上版本。
Torstar公司旗下的出版社Metroland Media宣布停印《Beach-East York Neighbourhood Voice》、《Bloor West-Parkdale Neighbourhood Voice》 和 《York-City Centre Neighbourhood Voice》 三份报纸。《The Caledon Enterprise》报纸关闭了位于安大略省博爾頓市的办公所，当地员工被转移至同省密西沙加市，使用由Brampton Guardian报社和Mississauga News报社共用的新闻工作室。
在魁北克地区，CN2i公司从三月份以来将旗下六份日报改版成周报，致其143名员工遭停职。
Torstar公司的《星岛日报》不再供应免费的纸质印刷版周刊。运营了60年的《加拿大犹太新闻》（Canadian Jewish News）如今也不得不永久停止业务。成立于1925年的《温尼伯犹太新闻邮报》（Winnipeg's The Jewish News and Post）也停印报刊，改为提供线上版本。

## 印度
截至2020年5月4日，有大约100名印度记者冠状病毒被检测为阳性，Jai Maharashtra媒体公司有15名员工被感染，而Punjab Kesari报刊社则有19名。印度媒体报道了各地因疫情而导致的失业、减薪以及报刊停刊等现象。

## 英国
在英国，众多新闻媒体称广告业务在疫情期间急剧下滑。英国數位化、文化、媒體和體育大臣奥利弗·道登称，因疫情影响，英国媒体公司的本地和国际报刊的发行总量都在急剧下降，新闻界将面临史上“最严重的生存危机。”
2020年3月20日，伦敦商报City A.M.停印纸质版报刊，并且宣布将在四月份对员工减薪50%。
一些独立媒体，例如獨立報、indy100等，对员工进行减薪，并将部分员工停职。
美國網路新聞媒體公司BuzzFeed因疫情期间广告业务的下滑，宣布结束其在英国以及澳大利亚的业务，其在英国的十位新闻工作者也因此被停职。
《每日镜报》和《每日快報》所属集团Reach plc（曾名Trinity Mirror）在2020年4月报道其总营业额在该季度下滑近30%。

## 美国
在美国，冠状病毒疫情的爆发使得几家大型报刊出版商，比如彭博社、纽约时报和华尔街日报，暂停或者縮減了他们的付费订阅服务，许多地方报刊在疫情爆发之前就已陷入了巨大的经济危机。许多在受疫情影响的都市发布的报刊在经济压力下宣布了裁员，其中包括譬如华盛顿州西雅图市的《陌生人》（The Stranger）和德克萨斯州首府奥斯汀的《奥斯汀纪事》（Austin Chronicle）。许多报刊极度依赖于公众活动来产生收益，但由于疫情的影响，使得各地的活动不得不中断、延期或是取消，导致许多报刊面临着极大的经济压力。
为了不让广告被置于疫情相关报道旁而产生可能的负面影响（比如防疫資訊遮蓋或使認知錯誤），互联网广告商在疫情期间也减少了广告的放投。